# Benicasim
Benicasim (em castelhano) ou Benicàssim (em valenciano) é um município da Espanha na província de Castelló, Comunidade Valenciana. Tem 36,1 km² de área e em 2021 tinha 18 991 habitantes (densidade: 526,1 hab./km²).

## Demografia
| Variação demográfica do município entre 1991 e 2004 | Variação demográfica do município entre 1991 e 2004 | Variação demográfica do município entre 1991 e 2004 | Variação demográfica do município entre 1991 e 2004 |
| --------------------------------------------------- | --------------------------------------------------- | --------------------------------------------------- | --------------------------------------------------- |
| 1991                                                | 1996                                                | 2001                                                | 2004                                                |
| 6136                                                | 9913                                                | 12456                                               | 15151                                               |